# Eneco Tour 2009
5. edycja Eneco Tour odbyła się w dniach 18–25 sierpnia 2009 roku. Trasa tego siedmioetapowego wyścigu kolarskiego liczyła 1128,1 km ze startem w Rotterdamie i metą w Amersfoort.
Wyścig zaliczany był do klasyfikacji UCI ProTour 2009. Zwyciężył Norweg Edvald Boasson Hagen, kolarz grupy Team Columbia. Wyścig ukończyło dwóch polskich zawodników: Michał Gołaś z grupy Vacansoleil zajął 43. miejsce, a Marcin Sapa z Lampre był 51.

## Etapy
| Etap    | Data        | Start – meta            | Długość [km] | Zwycięzca etapu      | Lider                |
| Prolog  | 18 sierpnia | Rotterdam – Rotterdam   | 4.4          | Sylvain Chavanel     | Sylvain Chavanel     |
| 1. etap | 19 sierpnia | Aalter – Ardooie        | 185.4        | Tyler Farrar         | Tyler Farrar         |
| 2. etap | 20 sierpnia | Ardooie – Bruksela      | 178.1        | Tyler Farrar         | Tyler Farrar         |
| 3. etap | 21 sierpnia | Niel – Hasselt          | 158.3        | Tom Boonen           | Tyler Farrar         |
| 4. etap | 22 sierpnia | Hasselt – Libramont     | 221.2        | Tyler Farrar         | Tyler Farrar         |
| 5. etap | 23 sierpnia | Roermond – Sittard      | 204.3        | Lars Bak             | Edvald Boasson Hagen |
| 6. etap | 24 sierpnia | Genk – Roermond         | 163.3        | Edvald Boasson Hagen | Edvald Boasson Hagen |
| 7. etap | 25 sierpnia | Amersfoort – Amersfoort | 13.1 (ITT)   | Edvald Boasson Hagen | Edvald Boasson Hagen |

## Wyniki
| M-ce | Imię i nazwisko       | Kraj      | Drużyna                      | Czas        |
| ---- | --------------------- | --------- | ---------------------------- | ----------- |
| 1.   | Edvald Boasson Hagen  | Norwegia  | Team Columbia                | 26h 49' 40" |
| 2    | Sylvain Chavanel      | Francja   | Quick Step                   | + 45"       |
| 3    | Sebastian Langeveld   | Holandia  | Team Jumbo-Visma             | + 47"       |
| 4    | Jurgen Van den Broeck | Belgia    | Silence-Lotto                | + 58"       |
| 5    | Maxime Monfort        | Belgia    | Team Columbia                | + 58"       |
| 6    | Juan Antonio Flecha   | Hiszpania | Team Jumbo-Visma             | + 58"       |
| 7    | Lars Bak              | Dania     | Team Saxo Bank               | + 58"       |
| 8    | Maarten Tjallingii    | Holandia  | Team Jumbo-Visma             | + 1' 07"    |
| 9    | Jan Bakelants         | Belgia    | Topsport Vlaanderen-Mercator | + 1' 12"    |
| 10   | Francesco Gavazzi     | Włochy    | Liquigas                     | + 1' 22"    |